# Cléophas Bastien
Pour les articles homonymes, voir Bastien.
Cléophas Bastien (né le 1er septembre 1892 à Saint-Gabriel-de-Brandon, mort le 10 février 1943 à Québec) est un instituteur, courtier d'assurances et homme politique québécois. Il a été député de la circonscription de Berthier à l'Assemblée législative du Québec de 1927 à 1943. Il a été ministre en 1936 et en 1942 et 1943.

## Biographie
Il est le fils de Joseph Bastien, cultivateur, et de Marie-Louise Déziel dit Labrèche. Il étudie au collège Saint-Joseph de Berthier et à l'école normale Jacques-Cartier à Montréal, où il obtient un brevet d'instituteur. En 1913, il devient professeur à la Commission des écoles catholiques de Montréal. Il devient ensuite vérificateur à la Merchants and Employers Insurance Co., puis courtier d'assurances à Saint-Gabriel-de-Brandon et à Montréal. Il fonde la compagnie Cléophas Bastien ltée.

### Politique
Lors de l'élection générale québécoise de 1927, il est élu député de la circonscription électorale de Berthier à l'Assemblée législative du Québec pour le Parti libéral.  Il est réélu lors de l'élection générale de 1931, de celle de 1935. Le 13 mars 1936, il est assermenté ministre sans portefeuille dans le gouvernement Taschereau, puis le 27 juin 1936 il est assermenté à la même fonction dans le bref premier gouvernement Godbout. Lors de l'l'élection générale du 17 août 1936, Bastien est réélu député de Berthier, de justesse par un seul vote de plus que le candidat Joseph-Azellus Laforest, de l'Union nationale.  Lors de cette élection de 1936, Bastien est ainsi l'un des 14 députés du Parti libéral qui réussissent à conserver leur siège face aux 76 élus de l'Union nationale.  Mais le Parti libéral perd le pouvoir et Bastien perd donc son poste de ministre. Il est réélu à l'élection générale du 25 octobre 1939, lors de laquelle le Parti libéral revient au pouvoir, et le 8 novembre 1939 Bastien est nommé ministre sans portefeuille dans le second gouvernement Godbout. Le 5 novembre 1942, le premier ministre Adélard Godbout, qui occupait aussi le poste de ministre de la Colonisation, se départ de ce poste et nomme Bastien ministre de la Colonisation, poste que Bastien occupe jusqu'à son décès en fonction le 10 février 1943, à l'âge de 50 ans. Le premier ministre Godbout lui succède comme ministre de la Colonisation, reprenant le poste. Le siège de député de Berthier demeure vacant jusqu'à l'élection générale du 8 août 1944.
Il est inhumé dans le cimetière de Saint-Gabriel-de-Brandon le 15 février 1943.